# سكايلر غري
هولي بروك هيفرمان (بالإنجليزية: Holly Brook Hafermann) (ولدت في 23 فبراير 1986) معروفة باسمها الفني سكايلر غري (بالإنجليزية: Skylar Grey)، مغنية ومؤلفة ومنتجة أغاني أمريكية. كان مرتبطة بعقد مع تسجيلات ماشين شوب باسم هولي بوك. سابقا في 2006، أصدرت ألبومها الأول Machine Shop Recordings تحت اسم هولي بروك. وكتبت أغنية «لوف ذا واي يو لاي» بمشاركة أليكس دا كيد، الذي وقع معها عقد لشركتهWonderland Music. وشاركت في أغني "Where'd You Go" و"Be Somebody" لـفورت مينور، "Coming Home" لـديدي-ديرتي موني، "I Need a Doctor" لـد. دري، "Words I Never Said" لـلوبي فياسكو.

## حياتها ومهنتها

### 1994-2004: حياتها المبكرة وبداية مهنتها
عندما كانت طفلة غري شاركت مع والدتها كثنائي أغاني شعبية تحت اسم جينريشن. معاً ومع المنتج راندي غرين أنتجوا ثلاث ألبومات مستقلات بعنوان دريم ميكر، ليفت مي، وملينيان شايلد\ ويتنغ فور يو.

## الأعمال

### الأفلام

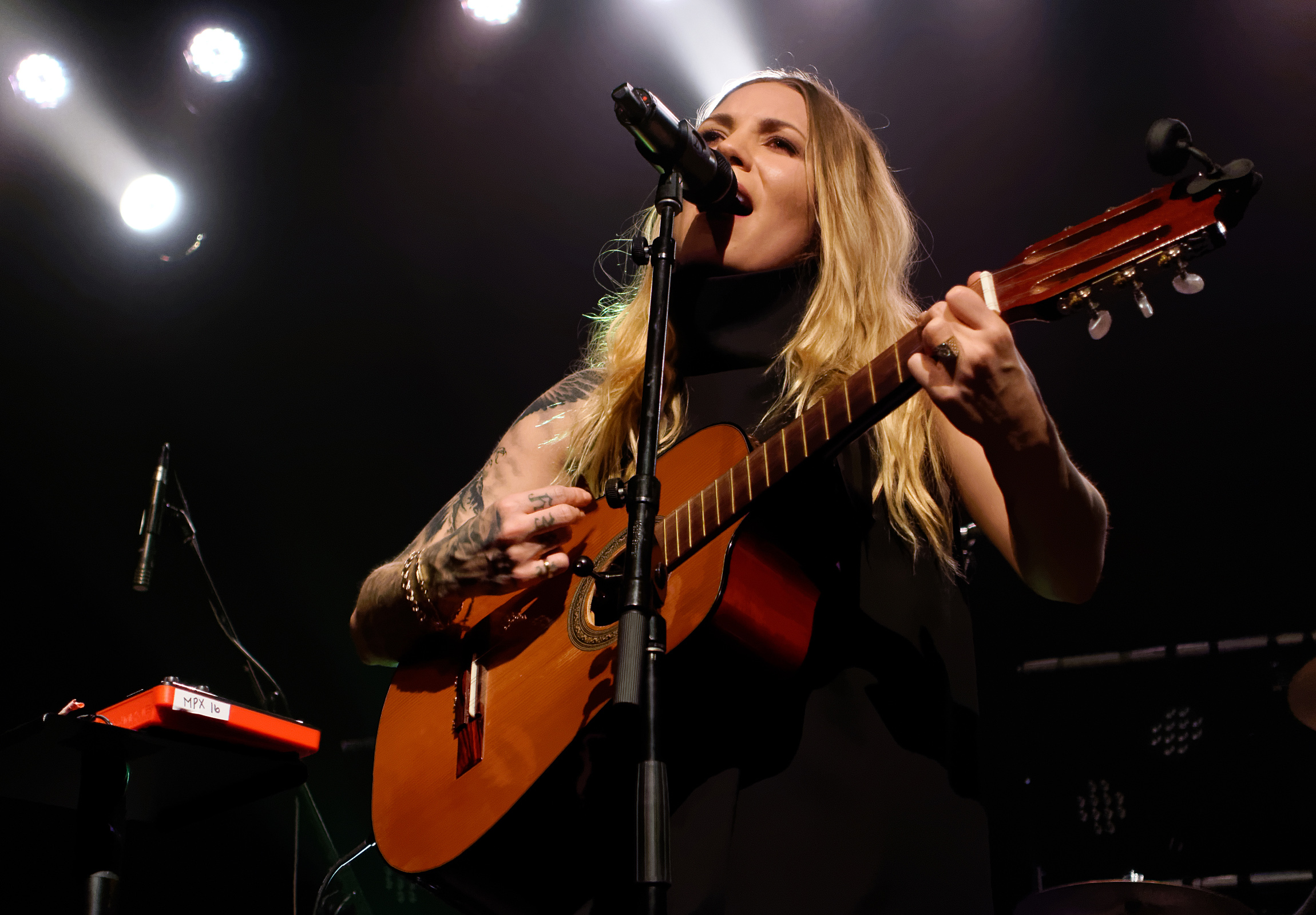
في 2015

| السنة | الاسم               | الدور  | ملاحظات |
| ----- | ------------------- | ------ | ------- |
| 2014  | Lennon or McCartney | بنفسها |         |

### التلفاز
| السنة   | الاسم                                | الدور  | ملاحظات                                                                                       |
| ------- | ------------------------------------ | ------ | --------------------------------------------------------------------------------------------- |
| 2011    | توش.0                                | بنفسها | حلقة "إيلي بورتر"                                                                             |
| 2013-14 | ساترداي نايت لايف                    | بنفسها | - الموسم 39 الحلقة الخامسة (مؤدية) مع إمينيم - الموسم 40 الحلقة الثامنة (مؤدية) مع نيكي ميناج |
| 2016    | The Late Late Show with James Corden | بنفسها |                                                                                               |

## روابط خارجية
- سكايلر غري على موقع IMDb (الإنجليزية)
- سكايلر غري على موقع روتن توميتوز (الإنجليزية)
- سكايلر غري على موقع ميوزك برينز (الإنجليزية)
- سكايلر غري على موقع رولينغ ستون (الإنجليزية)
- سكايلر غري على موقع أول ميوزيك (الإنجليزية)
- سكايلر غري على موقع ديسكوغز (الإنجليزية)
- سكايلر غري على موقع قاعدة بيانات الفيلم (الإنجليزية)